# 江戶晴美
江戶春美（1964年5月14日—）是日本女性搞笑藝人、演員、配音員，隸屬於吉本興業東京本社。東京出身，在學生時代和之前都是在茨城縣、千葉縣和東京都渡過。明治大學文學部畢業，專攻戲劇學。在進入演藝圈前曾擔任過電腦老師和禮儀講師。身高156公分，血型為A型。在綜藝等類型的節目中，以在句子的最後會加上「Guu～」（グゥ～）的發音作為搞笑演出內容。

## 表演風格
在表演搞笑橋段時，通常會穿著黑色的套裝等正式服裝出場，隨後伸出手突然將拇指豎起，並用奇特的聲音喊出「Guu～」（グー，音近「咕」）。主要的表演內容如下段描述。
一開始會以各種主題的「美姿講座」（ビューティ講座）作為名義開始，通常是以類似「欸，let's lesson beauty 講座，從三十歲開始展現魅力，我是 lesson 的講師江戶晴美，請多多指教。」，或是「哎呀！你燦爛的笑容真是好Guu」等句子作為開場白。
接著會說「那麼 lesson 就要開始了，lesson one...」等常用句後，會開始連續說出以「Gu」（グ）作為結尾的英文單字，通常是單字的現在進行式，例如「ショッキング」（jogging-gu，jogging 為英語中慢跑之意，最後再連上 gu 的發音）、「セッティング」（setting-gu，setting 為英語中設定之意，同樣在最後連上 gu 的發音）。在宣告「Dance time 到了。」後快速脫下正式服裝，露出裡面已經穿好的紅色性感上衣和緊身褲，開始「Gu Gu Dance」（グーグーダンス）的表演。一開始會以「欸，今天要表演的是再小的邂逅也不會錯過的『Gu Gu Dance』，複習了嗎？OK，音樂 start！」，開始播出The Knack樂團的「My Sharona」作為背景音樂，接著會一邊跳著自己編撰的舞蹈，一邊念著「是的，狀況怎麼樣，不錯嗎？Good。Let's LA go！哎呀，美麗的笑容 charming-gu，fashion good，style good，你很 good，我也很 good，今夜的聯誼要 dancing-gu，朋友已經把聯誼 setting-gu，聽過就忘的 talking-gu，回家的時候一個人去打 bowling-gu，啊，guu～ guu～ guu～ guu～ 啊，hop step jumping-gu，guu～ guu～ guu～ guu～」，接著會不斷的快速發出「guu guu guu guu guu guu」的聲音，最後的一聲會變成「goo」，並且會做出特別誇張的表情。接著會說「不行，不行，我要冷靜 relax...... 呼～」，有時候也會繼續進行下一個課程（lesson）。

## 資料來源與注釋
1. ↑  （日語）バルデム エド・はるみと「Ｗグーッ」 的存檔，存档日期2008-06-22.，Daily Sport Online，2008年3月12日，2008年8月9日查證引用
2. ↑  嚴格定義是隸屬「吉本創意經紀」（よしもとクリエイティブ・エージェンシー）東京本部旗下。
3. ↑  エド・はるみの本日もGood! 的存檔，存档日期2008-08-08.
4. ↑  日語原文：「えー、レッツ、レッスン、ビューティ講座、三十路からの艶出し、レッスンの講師エド・はるみと申します。よろしくお願いします。」
5. ↑  日語原文為：「えー、今日はどんな小さな出会いも見過ごさない『グーグーダンス』の総仕上げ。復習はしてきた?O.K、音楽スタート！」
6. ↑  日語原文：「はーい。調子はどう、良い?、グゥ。レッツラゴー、あら、素敵な笑顔でチャーミングー、ファッショングー、スタイルグー、あなたはグー、わたしもグー、今夜はコンパでダンシングー、友達コンパをセッティングー、わたしは浮いてるキャスティングー、聞き流されるトーキングー、帰りは一人でボウリングー、あー、グーグーグーグーグ、あっ、ホップ・ステップ・ジャンピングー、グーグーグーグーグ、あー、わたしはアンチエイジングー」
7. ↑  日語原文：「いけない、いけない、私落ち着いて…リラックスよ・・・フゥ～」

## 外部連結
- 官方部落格